# Сьцинава (гмина)
Сцинава (пол. Ścinawa) — городско-сельская гмина (волость) в Польше, входит как административная единица в Любинский повет, Нижнесилезское воеводство. Население 10 603 человека (на 2004 год).

## Демография
| Перепись                       | Всего   | Всего | Женщины | Женщины | Мужчины | Мужчины |
| ------------------------------ | ------- | ----- | ------- | ------- | ------- | ------- |
| Единицы                        | человек | %     | человек | %       | человек | %       |
| Население                      | 10 603  | 100   | 5400    | 50,9    | 5203    | 49,1    |
| Плотность населения (чел./км²) | 64,4    | 64,4  | 32,8    | 32,8    | 31,6    | 31,6    |

## Сельские округа
1. Бушковице
2. Хелмек-Воловски
3. Домброва-Сьродкова
4. Дембец
5. Длужыце
6. Дзеслав
7. Дзевин
8. Юрч
9. Кшижова
10. Лясовице
11. Паршовице
12. Пшихова
13. Редлице
14. Реншув
15. Ситно
16. Турув
17. Тымова
18. Велёвесь
19. Заборув
20. Гжибув
21. Пшистань

## Соседние гмины
1. Гмина Любин
2. Гмина Проховице
3. Гмина Рудна
4. Гмина Виньско
5. Гмина Волув